# Szófér Simon (paksi rabbi)
Szófér Simon (Kiskunhalas, 1866. december 24. – Budapest, 1930. szeptember 29.) Szendrő, majd 1918-tól haláláig Paks főrabbija.

## Élete
Szófér Eleizer (Sofer Susman) paksi rabbi és Ungar Sali (Rozália) fia. Édesapját 1902-es halála után bátyja, Szófér Józsefet követte a rabbiszékben. Ő 1918-ban hunyt el, ettől az évtől kezdve fivére, Szófér Simon volt a rabbi. Korábban Szendrő településen volt rabbi.
Középiskoláit Baján végezte. Talmudi ismereteit édesapjától, a huszti rabbitól, a berettyóújfalusi Blum Ámrám rabbinál, és a pozsonyi jesivában szerezte meg. Számos kulturális és egyházi egyesület tagja volt. Az egyházi irodalom terén jelentős munkásságot fejtett ki.
12 éven át vezette a település hitéletét, 1930-ban hunyt el 64 éves korában Budapesten, ahol előzőleg megoperálták. Paksra való szállítása előtt Sussman Viktor pesti rabbi mondott gyászbeszédet. A temetés Pakson nagy részvét mellett folyt le. Sírjánál bátyja, Szofer Mór, unokaöccse Szofer téti főrabbi, veje Altmann szendrői főrabbi, Pressburger bonyhádi főrabbi, Goitein hőgyészi főrabbi és Kerpel paksi rabbi mondottak beszédet. A paksi zsidó temetőben helyezték nyugalomra.